# Wilfrid Ashley, 1:e baron Mount Temple
Wilfrid William Ashley, 1:e baron Mount Temple, född 13 september 1867, död 3 juli 1939, var en brittisk politiker. Han var son till Evelyn Ashley.
Mount Temple var ursprungligen infanteriofficer, var konservativ ledamot av underhuset 1906-31, uninonistisk whip 1911-13, parlamentssekreterare i transportministeriet 1923-24 och var transportminister i Stanley Baldwins regering november 1924-juni 1929.